# Skam Records
Skam Records to wytwórnia muzyczna założona przez Andy'ego Maddock'a w 1990 roku w brytyjskim mieście Manchester.
Wydawnictwo zajmuje się promowaniem oraz produkcją nowoczesnej muzyki elektronicznej. Dla Skam swoje albumy nagrywali tacy artyści, jak Boards of Canada, Gescom, Bola czy Freeform.